# O lucenti, o sereni occhi
O lucenti, o sereni occhi (HWV 144) ("O brillants o serens ulls") és un cantata escrita per Georg Friedrich Händel el 1707. És una cantata dramàtica profana per a soprano. Altres catàlegs de música de Händel fan referència a aquesta obra com a Händel-Gesellschaft (HG) li, 28. No hi ha referència al Hallische Händel-Ausgabe, HHA.

## Context històric
El manuscrit original de Händel de la cantata es va perdre, però una còpia de la col·lecció Santini suggereix que l'obra fou composta quan el compositor estava al servei de Francesco Maria Marescotti Ruspoli. L'obra està datada el 1707 i en ella Händel reutilizà elements de la primera ària de Rodrigo, composta el mateix any.

## Estructura
Fins i tot si l'obra està escrita normalment per a veu femenina, el text no revela si la "veu" és masculina o femenina. La primera ària conta com els bells ulls motiven el cantant a llanguir i morir. La segona ària conta com els ulls flamejants provoquen al cantant tant plaer com dolor. L'obra està escrita per a soprano solista i pianoforte (amb indicacions per al baix continu). La cantata conté dos aparellaments d'ària i recitatiu. Cal destacar l'ús del silenci, indicat amb pauses musicals. Una execució habitual de la cantata dura normalment uns vuit minuts.

## Moviments
Consta de quatre moviments:
| Núm. | Tipus     | Tonalitat | Mètrica | Temps   | Compassos | Text | Notes |
| ---- | --------- | --------- | ------- | ------- | --------- | --- | --- |
| 1    | Recitatiu |           | 4/4     |         | 8         | O lucenti o sereni occhi, luci fatali, ben vi scorgo qual tremoli baleni; che fulmini d'amore presagite crudeli a questo core?                                            | Händel allarga les tres sil·labes de "tremoli" (tremare) amb pauses de corxera per representar el tremolo. |
| 2    | Ària      | La menor  | 4/4     | Adagio  | 24        | Per voi languisco e moro, luci belle e pur godete. Voi, negandomi ristoro, dispettose m'uccidete.                                                                         | Inclou indicacions "Da capo", "Fine". Händel mostra el dolor amb l'acompanyament d'un ritme intens puntejat. |
| 3    | Recitatiu |           | 4/4     |         | 9         | Messagiero verace, or la guerra bramate, or la tregua vi piace, e per tormento all' alma innamorata siete qua'acri demoni d'averno, e nel ciel di belta lampi, d'inferno. | |
| 4    | Ària      | Mi menor  | 3/4     | Andante | 71        | In voi, pupille ardenti, ritrovo il mio piacer trovo la pena. Per voi, luci splendenti, quel faretrato amor, il mio dolente cor, stringe in catena.                       | Inclou indicacions "Da capo", "Fine". Händel representa el "plaer" amb una dissonància i "dolor" amb notes prolongades. Els descansos musicals després de "cadenes" suggereixen que els músics tenen dificultats per continuar. |

El nombre de les compassos són els que apareixen en el manuscrit; no es tenen en compte els signes de repetició. Les dades s'han agafat del volum 51, de l'edició Händel-Gesellschaft.